# 海王星横断小惑星
海王星横断小惑星（かいおうせいおうだんしょうわくせい）とは、軌道が海王星の軌道と交差する小惑星である。その軌道の性質上、ケンタウルス族や冥王星族に属しているものもある。
海王星の軌道を横断する最も大きな天体は、準惑星の冥王星である。

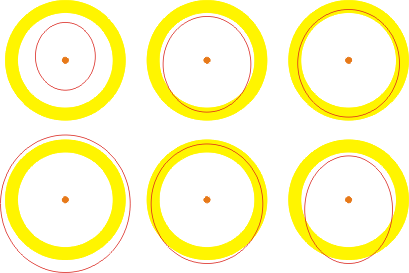
内接 (Inner-grazer): 中央上;
外接 (Outer-grazer): 中央下;
近傍 (Crosser): 右下;
共通軌道 (Co-orbital): 右上

## 一覧
以下は小惑星番号が振られている天体の一覧である。「†」が内接、「‡」が外接することを示している。ここでの内接外接は、海王星の軌道長半径 (30.1AU) から±1AU以内のことである。なお、軌道を共有しているのはトロヤ群小惑星以外知られていない。
- (5145) フォルス
- (7066) ネッスス
- (8405) アスボルス
- (10370) ヒュロノメ
- (15788) 1993 SB
- (15820) 1994 TB
- (15875) 1996 TP66
- (19299) 1996 SZ4
- (20161) 1996 TR66
- (20461) ディオレッツァ
- (26308) 1998 SM165 ‡
- (28978) イクシオン ‡
- (29981) 1999 TD10
- (32929) 1995 QY9
- (33128) 1998 BU48
- (33340) 1998 VG44
- (38628) フヤ
- (42355) テュフォン
- (44594) 1999 OX3
- (47932) 2000 GN171
- (52975) キルラルス
- (54520) 2000 PJ30
- (55576) Amycus
- (55638) 2002 VE95
- (60608) 2000 EE173
- (65407) 2002 RP120
- (65489) ケト
- (73480) 2002 PN34
- (78799) 2002 XW93
- (84719) 2002 VR128
- (87269) 2000 OO67
- (87555) 2000 QB243
- (88269) 2001 KF77
- (91554) 1999 RZ215 †
- (119976) 2002 VR130
- (120061) 2003 CO1 ‡
- (127546) 2002 XU93
- (134340) 冥王星（準惑星） †
- (145486) 2005 UJ438
- (148975) 2001 XA255
- (149560) 2003 QZ91
- (187661) 2007 JG43
- (241097) 2007 DU112
- (248835) 2006 SX368
- (308933) 2006 SQ372
- (309239) 2007 RW10
- (309741) 2008 UZ6
- (310071) 2010 KR59
- (316179) 2010 EN65
- (330836) 2009 HW77 ‡